# Fireproof Games
Fireproof Studios Ltd，商業名稱为Fireproof Games，是一家总部位于英格兰吉爾福德的游戏公司，成立于2008年9月。公司因谜室系列益智游戏而广为人知。第一部《谜室》在2013年英国学院游戏奖中被评为“最佳英国游戏”，截至2013年5月销售超过200万份。

## 开发游戏
- 《谜室》（The Room，2012年）
- 《谜室2（英语：The_Room_Two）》（2013年）
- 《谜室3（英语：The_Room_Three）》（2015年）
- 《Omega Agent》（2015年）
- 《迷室：往逝（英语：The_Room:_Old_Sins）》[3]，非官方翻译为《未上锁的房间：旧罪》（The Room: Old Sins，2018年）